# 朱一龍 (嘉靖進士)
朱一龍（1515年—1590年），原姓鄭，字于田，號崑山，福建泉州府惠安縣後林人（今泉港區前黃鎮三朱後林）人，民籍，明朝政治人物。

## 生平
嘉靖十九年（1540年）庚子科福建鄉試第五十二名。嘉靖二十九年（1550年）庚戌科進士。嘉靖三十年任直隸溧陽縣知縣。歷官廣西右江兵備副使，以进剿都亳等功，隆庆四年（1570年）十一月升俸一级，五年二月官至陝西苑馬寺卿。行至清远，江水泛涨，偶遭覆舟之变，遂致耽延，陕西按臣参其久不赴任，而广西巡按李纯朴勘一龙原无规避情繇，吏部讓其赴部调用，改遼東苑馬寺卿，萬曆五年（1577年）四月升江西左參政，分守南昌道，七年二月以年老致仕。

## 著作
有《一统舆图》、《广略扬历全稿》、《游海梦潭》、《诗余类编》。

## 家族
曾祖鄭銘爵；祖父鄭宏德；父鄭昭。母王氏。具庆下，弟一麟、一鳳。
其父昭，字用晦，原姓朱，冒郑姓。一龙幼时随父姓郑，中进士，恢复朱姓。